# Politisches System Bayerns

Großes Staatswappen des Freistaates Bayern

Das politische System des Freistaates Bayern basiert auf dem Grundgesetz der Bundesrepublik Deutschland und der Verfassung des Freistaates Bayern.
Der Freistaat Bayern ist im föderalen System Deutschlands ein Gliedstaat, der nach den Grundsätzen eines republikanischen, sozialen und demokratischen Rechtsstaats organisiert ist. Die Exekutive wird vom Ministerpräsidenten geleitet, die Legislative liegt beim Landtag, das Land verfügt über eine eigene Verfassungsgerichtsbarkeit.
Bayern ist das flächenmäßig größte und bevölkerungsmäßig zweitgrößte Land der Bundesrepublik Deutschland. Die Christlich-Soziale Union (CSU) – die einzige auf ein einzelnes Bundesland begrenzte Volkspartei – steht seit 1957 ununterbrochen in der Regierungsverantwortung. Durchgehend von 1962 bis 2008, sowie erneut von 2013 bis 2018, hatte die CSU dabei die absolute Mehrheit der Landtagsmandate inne. Bayern übt einen erheblichen Einfluss auf die Bundespolitik aus.

## Verfassung
Das Königreich Bayern erhielt als einer der ersten deutschen Staaten bereits 1808 eine Konstitution. Die gegenwärtige Verfassung des Freistaates Bayern trat nach einem Volksentscheid am 1. Dezember am 8. Dezember 1946 in Kraft.

Da die Bayerische Verfassung vor dem Grundgesetz entstanden ist, regelt sie nicht nur den Staatsaufbau, sondern musste auch alle Gebiete berücksichtigen, die vorher in der Reichsverfassung niedergelegt waren. Dies spiegelt sich in den vier Hauptteilen über Aufbau und Aufgaben des Staates (Artikel 1–97), die Grundrechte und Grundpflichten (Artikel 98–123), das Gemeinschaftsleben (Artikel 124–150) und den Komplex der Wirtschaft und Arbeit (Artikel 151–177) wider. 

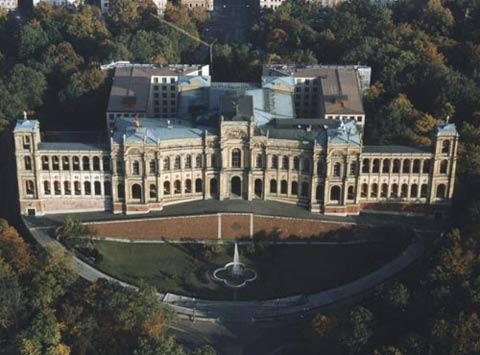
Das Maximilianeum ist das bayerische Landtagsgebäude

Durch das Inkrafttreten des Grundgesetzes verlor die Bayerische Verfassung an Bedeutung, da viele Regelungen der Bayerischen Verfassung ihre Entsprechung im Grundgesetz haben und der dort in Artikel 31 festgelegte Grundsatz „Bundesrecht bricht Landesrecht“ auch für das Verfassungsrecht gilt.
In den ersten 22 Jahren nach Inkrafttreten blieb die Verfassung unverändert. Wichtige Verfassungsänderungen waren 1970 die Senkung des Wahlalters, die Einführung der Staatszielbestimmung Schutz der natürlichen Lebensgrundlagen 1984 und die Einführung des kommunalen Bürgerentscheids 1995.
Die einschneidendste Verfassungsänderung wurde am 8. Februar 1998 in drei Volksentscheiden bestätigt. Durch sie wurden im Gesetz zur Änderung der Verfassung des Freistaates Bayern – Verfassungsreformgesetz – Weiterentwicklung im Bereich der Grundrechte und Staatsziele diverse Artikel geändert, neugefasst oder gestrichen. Es regelte unter anderem die Amtsperioden staatlicher Organe neu und schaffte den Bayerischen Senat ab.

## Organe
Der Aufbau und die Aufgaben der einzelnen Organe werden nach dem Prinzip der Gewaltenteilung festgelegt. Die Souveränität liegt beim Volk, das in der Legislative durch den Landtag repräsentiert wird. Die Exekutive wird von der Bayerischen Staatsregierung ausgeübt. Die Judikative liegt in der Hand unabhängiger Gerichte und des Bayerischen Verfassungsgerichtshofs.

### Legislative
Die Gesetzgebung in Bayern obliegt dem Landtag und durch Formen der direkten Demokratie dem Volk.

#### Landtag
- SPD: 22
- Grüne: 38
- FDP: 11
- FW: 27
- CSU: 85
- AfD: 22

Die Mitglieder des Landtages werden auf fünf Jahre in allgemeinen, freien, gleichen, unmittelbaren und geheimen Wahlen nach einem „verbesserten Verhältniswahlrecht“ gewählt:
Dabei wird Verhältniswahlrecht und Mehrheitswahlrecht kombiniert und die Wähler können mit ihrer Zweitstimme nicht nur eine Partei, sondern einen speziellen Kandidaten auf deren Liste ankreuzen und so die Abfolge der Listenkandidaten erheblich verändern. Die Zahl der Mandate im Landtag errechnet sich aus der Addition von Erst- und Zweitstimmen der Wahlvorschläge nach dem Hare/Niemeyer-Verfahren.
Vor Ablauf seiner eigentlichen Wahldauer kann sich der Landtag durch Mehrheitsbeschluss selbst auflösen oder auf Antrag von einer Million wahlberechtigter Staatsbürger durch einen Volksentscheid abberufen werden.
Dem Landtag obliegt der Beschluss von Gesetzen und die Abstimmung über den Haushalt des Freistaates.
Er wählt den Bayerischen Ministerpräsidenten und bestätigt die Mitglieder der Bayerischen Staatsregierung. Die Kontrolle der Staatsregierung übt er durch das Zitierungsrecht, das Fragerecht und die Möglichkeit zur Einsetzung von Untersuchungsausschüssen und Enquête-Kommissionen aus. Ein Misstrauensvotum ist in der Bayerischen Verfassung nicht vorgesehen, jedoch muss der Ministerpräsident zurücktreten, wenn eine vertrauensvolle Zusammenarbeit mit dem Landtag auf Grund politischer Verhältnisse nicht mehr möglich ist. Tut er das nicht, kann er vor dem Bayerischen Verfassungsgerichtshof angeklagt werden.

Des Weiteren obliegt dem Landtag die Wahlprüfung und die Wahl des bayerischen Datenschutzbeauftragten.
Während die gesetzgeberischen Aufgaben durch die Bundeskompetenzen und durch die Ausweitung der EU-Befugnisse in den letzten Jahrzehnten abnahmen, nehmen die Landtagsabgeordneten verstärkt lokale und regionale Interessen gegenüber der Landesverwaltung wahr.
Der Landtag ist ein Arbeitsparlament, der größte Teil der parlamentarischen Arbeit findet in den 12 ständigen Ausschüssen statt, nicht im Plenum. Neben den ständigen Ausschüssen gibt es das Parlamentarische Kontrollgremium, die Datenschutzkommission, die Richter-Wahl-Kommission und den Zwischenausschuss.
Zum Beginn einer Legislaturperiode wählen die Abgeordneten das Präsidium und den Ältestenrat.

#### Senat
Der Bayerische Senat war bis zu seiner Abschaffung am 1. Januar 2000 die zweite Kammer des Parlamentes und deutschlandweit einmalig.
Die 60 Mitglieder des Bayerischen Senats, die mindestens 40 Jahre alt sein mussten, wurden von sozialen, wirtschaftlichen, gemeindlichen und kulturellen Körperschaften für sechs Jahre gewählt bzw. im Fall der Religionsgemeinschaften ernannt. Jeder der Gruppen stand eine festgelegte Anzahl von Sitzen zu. Da der Senat ein ständiges Organ war, wurde alle zwei Jahre ein Drittel der Sitze neu besetzt. Senatsmitglieder durften nicht zugleich Landtagsabgeordnete sein, genossen jedoch ähnliche Rechte wie diese. Der Senat wirkte an der Gesetzgebung als beratendes Gremium mit. Er hatte bei Gesetzesvorlagen gutachterliche Aufgaben und war mit einem einfachen Einspruchsrecht in der Gesetzgebung ausgestattet, das der Landtag mit einfacher Mehrheit überstimmen konnte.
Das Volksbegehren „Schlanker Staat ohne Senat“ der Ökologisch-Demokratischen Partei (ödp) im Juni 1997 erreichte mit 10,5 % die nötige Stimmenzahl. Im anschließenden Volksentscheid am 8. Februar 1998 sprachen sich 69,2 % für die Abschaffung des Senats aus. Für den Gegenentwurf der CSU, der eine veränderte Zusammensetzung des Senats vorsah, stimmten 23,6 %. Nachdem das Bayerische Verfassungsgericht den Volksentscheid für verfassungskonform erklärt hatte, trat zum 1. Januar 2000 das Gesetz zur Abschaffung des Senats in Kraft. Der Senat und damit das bis dahin einzige Zweikammersystem in einem Bundesland hörte auf zu bestehen.

### Exekutive
Die gesamte Staatsverwaltung ist der Staatsregierung als oberstem politischen Leitungsorgan untergeordnet. Den Staatsministerien nachgeordnet sind die Obersten Landesbehörden, die Mittelbehörden und die Unterbehörden.

#### Staatsregierung
Die Bayerische Staatsregierung ist die oberste Exekutivbehörde des Freistaates Bayern. Sie besteht aus dem Ministerpräsidenten und bis zu 17 Staatsministern und Staatssekretären. Derzeitiger Ministerpräsident ist Markus Söder (CSU).

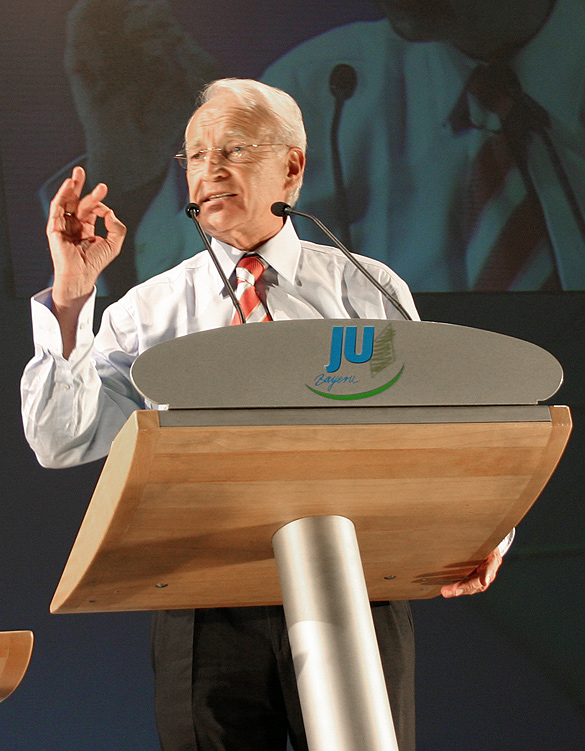
Ehemaliger Ministerpräsident Edmund Stoiber

Er wird vom Landtag spätestens 22 Tage (seit der Volksabstimmung vom 21. September 2003) nach dessen konstituierender Sitzung für die Dauer von fünf Jahren in geheimer Abstimmung gewählt. Wählbar ist jeder wahlberechtigte Bayer, sofern er das 40. Lebensjahr vollendet hat. Der Ministerpräsident kann vom Landtag nicht abgesetzt werden. Die Verfassung schreibt aber seinen Rücktritt vor, wenn eine vertrauensvolle Zusammenarbeit mit dem Landtag auf Grund politischer Verhältnisse nicht mehr möglich ist (Artikel 44 Abs. 3 Bayerische Verfassung). Tut er das nicht, kann er vor dem Bayerischen Verfassungsgerichtshof angeklagt werden.
Der Ministerpräsident leitet die Geschäfte der Staatsregierung. Er beruft und entlässt mit Zustimmung des Landtags seinen Stellvertreter sowie die Mitglieder der Staatsregierung, denen er Geschäftsbereiche oder Sonderaufgaben zuweist. Bei ihm liegt die politische Richtlinienkompetenz und er vertritt Bayern nach außen. In seinem Handeln ist er gegenüber dem Landtag verantwortlich. In Einzelfällen kann der Ministerpräsident von einem Begnadigungsrecht Gebrauch machen.

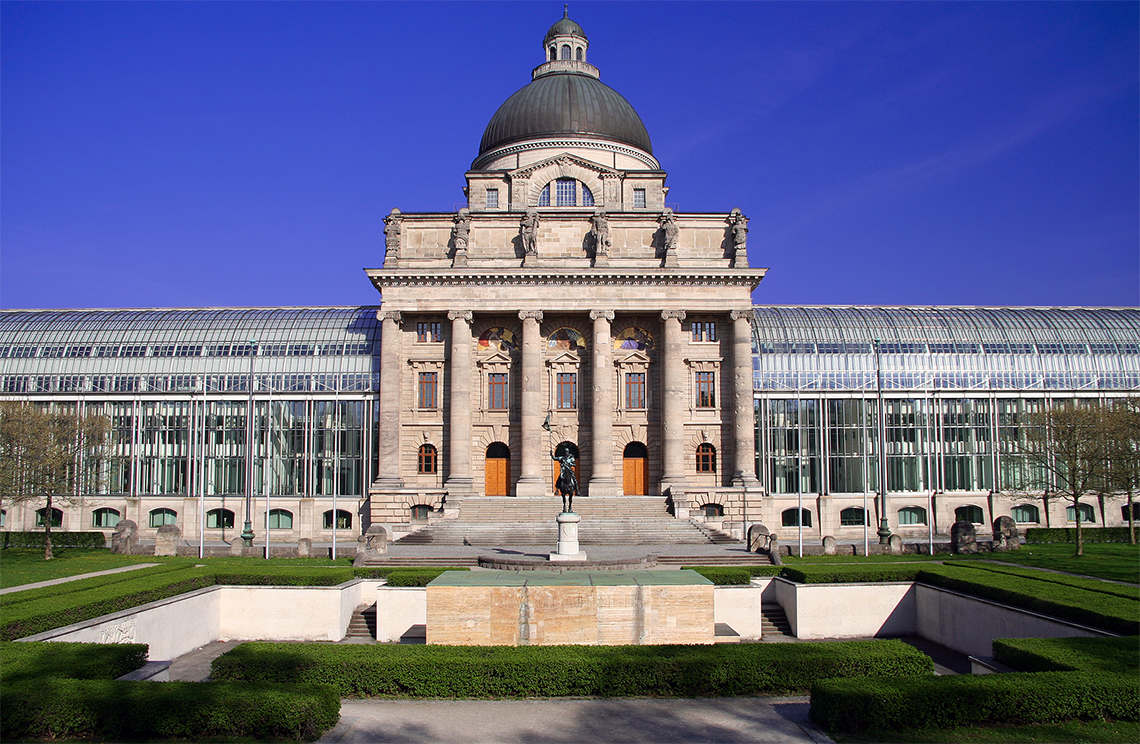
Bayerische Staatskanzlei, München

Die Bayerische Staatskanzlei unterstützt den Ministerpräsidenten und die Staatsregierung in ihren verfassungsmäßigen Aufgaben. Diese sind insbesondere:
- der Vollzug der Gesetze und Beschlüsse des Landtags
- das Gesetzesinitiativrecht
- die Ernennung leitender Beamter der Staatsministerien und obersten Landesbehörden
- die Aufsicht über die gesamte Staatsverwaltung
- die Aufsicht über die Kommunen und die Körperschaften und Stiftungen des öffentlichen Rechts
- die Ausübung des Notstandsrechts nach Artikel 48 der Bayerischen Verfassung. Dieses Notstandsrecht ist aber durch den im Grundgesetz der Bundesrepublik Deutschland geregelten Notstandsfall von der inhaltlichen Bedeutung her gemäß dem Prinzip „Bundesrecht bricht Landesrecht“ sehr stark eingeschränkt.

#### Verwaltungsbehörden
Die Verwaltungsbehörden sind überwiegend damit befasst, die beschlossenen Gesetze zu vollziehen.
Der Aufbau der Behördenstruktur in Bayern gliedert sich in drei Stufen:
Die Obersten Landesbehörden stehen an der Spitze der Verwaltung. Es sind dies die Staatsministerien, die Staatskanzlei und der Oberste Rechnungshof.

Die staatlichen Mittelbehörden stehen zwischen den Ministerien, denen sie nachgeordnet sind, und den unteren Behörden, die sie beaufsichtigen. Zu den Mittelbehörden gehören z. B. die Regierungen der sieben Bezirke, die Polizeipräsidien und die Oberfinanzdirektion.

Unterbehörden sind schließlich nachgeordnete Verwaltungsbehörden, wie die Landratsämter oder die Straßenbauämter.

#### Landesrechnungshof
Der Landesrechnungshof, dessen Mitglieder vom Landtag gewählt werden, begutachtet die staatlichen Finanzen aus externer Stellung heraus.

### Judikative
Der Freistaat Bayern ist Gerichtsträger des Bayerischen Verfassungsgerichtshofs sowie der Fachgerichte.

#### Verfassungsgerichtshof

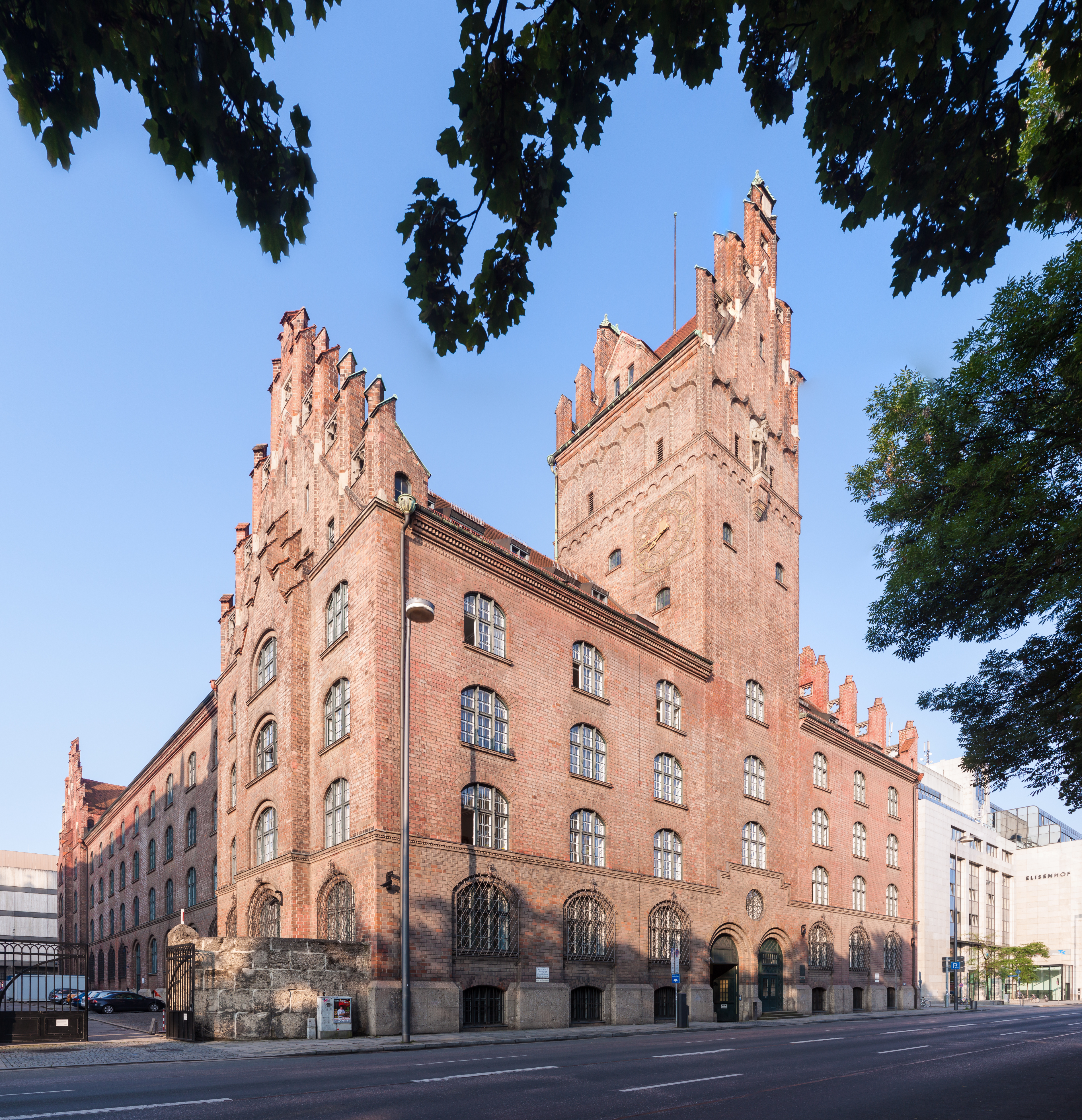
Gerichtsgebäude in der Prielmayerstr. 5

Der Verfassungsgerichtshof ist das oberste Gericht für staatsrechtliche Fragen in Bayern. Seine 38 ehrenamtlichen Richter werden mit einfacher Mehrheit durch den Landtag gewählt und entscheiden über
- Anklagen gegen Mitglieder der Bayerischen Staatsregierung oder des Bayerischen Landtags
- den Ausschluss von Wählergruppen von der Wahl und die Gültigkeit der Wahl
- Normenkontrollklagen und Verfassungsbeschwerden betreffend die Landesverfassung
- Organstreitigkeiten zwischen den obersten Staatsorganen

Darüber hinaus besteht mit der Popularklage für jeden Bürger in Bayern die Möglichkeit, Klage gegen Gesetze, Rechtsvorschriften oder Verordnungen vor dem Verfassungsgerichtshof zu erheben. Eine bayerische Besonderheit dabei ist, dass ein Bürger auch Klage erheben kann, ohne selbst betroffen zu sein.

#### Fachgerichte
Siehe Hauptartikel Liste der Gerichte des Freistaats Bayern
Neben der Verfassungsgerichtsbarkeit bestehen in Bayern die fünf in Deutschland üblichen Gerichtszweige der Fachgerichtsbarkeit:
- die ordentliche Gerichtsbarkeit mit 72 Amtsgerichten, 22 Landgerichten, drei Oberlandesgerichten; das Bayerische Oberste Landesgericht wurde zum 30. Juni 2006 aufgelöst und seine Aufgaben wurden den Oberlandesgerichten zugeteilt,
- die Verwaltungsgerichtsbarkeit mit sechs Bayerischen Verwaltungsgerichten und dem Bayerischen Verwaltungsgerichtshof
- die Finanzgerichtsbarkeit mit zwei Finanzgerichten
- die Arbeitsgerichtsbarkeit mit elf Arbeitsgerichten und zwei Landesarbeitsgerichten
- die Sozialgerichtsbarkeit mit sieben Sozialgerichten und dem Bayerischen Landessozialgericht

## Gesetzgebungsverfahren
siehe: Gesetzgebungsverfahren in Bayern
Das Gesetzgebungsverfahren wird durch die Verfassung geregelt und verläuft folgendermaßen:

Das Gesetzgebungsverfahren in Bayern

### Gesetzesinitiative
Die Gesetzesvorlagen können aus der Mitte des Landtags, vom Ministerpräsidenten namens der Staatsregierung oder vom Volk eingebracht werden.

### Behandlung im Landtag
Alle Gesetzesvorlagen, auch erfolgreiche Volksbegehren, werden beim Präsidenten des Landtags eingereicht und in zwei Lesungen behandelt, wenn nicht eine dritte Lesung beantragt wird. Zu den Lesungen sind die Gesetzesvorlagen auf die Tagesordnung des Landtags zu setzen. In der Ersten Lesung werden nur die Grundsätze der Vorlage besprochen und der Landtag leitet sie dem federführenden Ausschuss zu. Dieser berät unter Hinzuziehung betroffener anderer Ausschüsse über die Gesetzesvorlage und fasst einen Beschluss, der als Beschlussempfehlung an die Vollversammlung geht. Als zweite Lesung findet eine allgemeine Aussprache statt. Eine Einzelberatung aller Vorschriften des Gesetzentwurfs oder eine Einzelabstimmung erfolgt nur, wenn dies verlangt wird. Bis zum Schluss der Zweiten Lesung können Anträge auf Änderung des Gesetzentwurfs gestellt werden. Eine dritte Lesung erfolgt nur auf besonderen Antrag.

### Schlussabstimmung
Nach Beendigung der Lesungen wird über die Annahme – unverändert bzw. in der in den Ausschüssen oder noch in der Vollversammlung abgeänderten Fassung – oder Ablehnung der Gesetzesvorlage abgestimmt. Verfassungsändernde Gesetze müssen im Landtag eine Zwei-Drittel-Mehrheit erreichen und danach in einem Volksentscheid durch die wahlberechtigten Staatsbürger angenommen werden. Für andere Gesetze reicht die einfache Mehrheit aus.

### Bekanntmachung und Inkrafttreten
Die verfassungsmäßig zustande gekommenen Gesetze werden dem Ministerpräsidenten zugeleitet, der sie unterzeichnet und binnen Wochenfrist im Bayerischen Gesetz- und Verordnungsblatt veröffentlichen lässt. In jedem Gesetz muss der Tag bestimmt sein, an dem es in Kraft tritt (Artikel 76 BV).

### Volksbegehren und Volksentscheid
Die Landesverfassung sieht eine Beteiligungsmöglichkeit des Volks am Gesetzgebungsprozess vor.
Nach einem erfolgreichen Zulassungsverfahren, für das die Unterstützung von mindestens 25.000 Bürgern nötig ist, findet das Volksbegehren statt. Unterstützen mindestens ein Zehntel der wahlberechtigten Bürger das Volksbegehren, so hat der Landtag drei Möglichkeiten, mit dem daraus hervorgegangenen Gesetzentwurf zu verfahren:
- Er kann ihn unverändert übernehmen und als Gesetz beschließen.
- Er kann ihn ablehnen und muss dann über den Gesetzentwurf einen Volksentscheid abhalten.
- Er kann einen Alternativvorschlag machen und diesen in einem Volksentscheid gegen das Volksbegehren einbringen.

Wichtige Volksbegehren in der bayerischen Geschichte waren beispielsweise das „Volksbegehren Rundfunkfreiheit“, das 1972 erfolgreich forderte, Rundfunk und Fernsehen ausschließlich in öffentlich-rechtlicher Trägerschaft zu betreiben, und das Volksbegehren „Kommunaler Bürgerentscheid“ von 1995, das sich zum Ziel gesetzt hatte, auf kommunaler Ebene Bürgerbegehren und Bürgerentscheid als Elemente direkter Demokratie einzuführen. Im anschließenden Volksbegehren stimmten 57,8 % für den Gesetzesentwurf der Initiatoren und 38,7 % für den Gegenentwurf des Landtags.
Die weitreichendsten Folgen hatte sicher das Volksbegehren „Schlanker Staat ohne Senat“, das zur Abschaffung der zweiten Kammer des bayerischen Landesparlaments führte.

## Kommunale Selbstverwaltung
Die Kommunale Selbstverwaltung wird in Bayern durch die sieben Bezirke, 71 Landkreise, 25 kreisfreie Städte und 2031 kreisangehörige Gemeinden und Städte ausgeübt.

### Kommunalwahlrecht
Das bayerische Kommunalwahlrecht lässt sich als Verhältniswahl mit offenen Listen beschreiben, hat aber einige Besonderheiten. So können verschiedene Parteien und Wählergruppen Listenverbindungen eingehen, es gibt keine Sperrklausel und es gibt die Möglichkeit des Kumulierens (Bis zu drei Stimmen können auf einen Kandidaten abgegeben werden) und des Panaschierens (Stimmen können auf Kandidaten verschiedener Listen verteilt werden). Allgemeine Kommunalwahlen finden in Bayern alle sechs Jahre statt, die letzten Wahlen fanden im März 2020 statt.
Durch dieses System wird eine personenbezogene Wahlentscheidung begünstigt, wohingegen die Partei oder Wählergruppe nicht so stark im Vordergrund steht. Dies bietet vor allem für kleinere Parteien eine reelle Chance, Mandatsträger zu stellen, wenn diese einen entsprechenden Bekanntheits- und Beliebtheitsgrad haben.

Die bayerischen Bezirke

### Bezirke
Die Bezirke, deren Gebiet mit der staatlichen Verwaltungsebene Regierungsbezirk identisch ist, sind für kommunale Aufgaben zuständig, die Landkreise und Gemeinden alleine nicht bewältigen könnten. Sie übernehmen u. a. Aufgaben im Gesundheitswesen (Bezirkskrankenhäuser für Psychiatrie), dem Schulwesen (Schulen für Hör- und Sprachgeschädigte) und im Naturschutz.
Für jeden Bezirk wird für 5 Jahre zeitgleich mit dem Landtag ein Bezirkstag gewählt, der die Linien der Politik bestimmt und den Bezirkstagspräsidenten als Vollzugsorgan wählt.

### Landkreise
Die Landkreise sind einerseits untere Verwaltungsbehörden mit zugewiesenen Verwaltungsaufgaben, andererseits nehmen sie auch eigene Aufgaben wahr.
Zu den zugewiesenen Aufgaben gehören beispielsweise die Zuständigkeit für das Arbeitslosengeld II zusammen mit der Bundesagentur für Arbeit oder die Organisation des Rettungsdienstes und Katastrophenschutzes.
Eigene Aufgaben liegen im Gesundheitswesen (Kreiskrankenhäuser), dem Schulwesen (Sachaufwandsträger für Gymnasien, Real- und Berufsschulen) und der Abfallbeseitigung.
Der Landkreis wird durch den auf sechs Jahre gewählten Kreistag und dessen Vorsitzenden, dem Landrat verwaltet und geleitet.

### Gemeinden
Auch die Gemeinden sind sowohl untere Verwaltungsbehörden mit zugewiesenen Verwaltungsaufgaben, als auch eigenständige Institutionen mit eigenen Aufgaben.
Zu den zugewiesenen Aufgaben gehören die Ausstellung von Pässen, die Ausgabe von Lohnsteuerkarten und die Mitwirkung an Landtags- und Bundestagswahlen.
Eigene Aufgaben liegen im Sozialwesen (Unterhalt von Kindergärten), der Wasserversorgung und der öffentlichen Sicherheit (Feuerwehrwesen).
Neben den Gemeinden gibt es als Sonderform die Kreisfreien Städte, die rechtlich auf der gleichen Stufe wie die Landkreise stehen und umfassendere Aufgaben als kreisangehörige Gemeinden haben. Alternative zur Großgemeinde ist der Zusammenschluss mehrerer kleinerer Gemeinden zu einer Verwaltungsgemeinschaft. In diesem Fall legen die Mitgliedsgemeinden ihre Verwaltungen zusammen, bleiben aber rechtlich und institutionell unabhängig.
Neben der Verwaltungsgemeinschaft existiert als Form kommunaler Zusammenarbeit noch der Zweckverband, in dem sich mehrere Gemeinden zusammenschließen, um Aufgaben, die sie alleine finanziell schwer bewältigen könnten, gemeinsam zu lösen (z. B. Wasserversorgung, Abwasserentsorgung).
Die Gemeinden sind auf Basis der Süddeutschen Ratsverfassung organisiert. Sie werden durch den auf sechs Jahre gewählten Gemeinderat und dessen Vorsitzenden, den Bürgermeister, verwaltet und geleitet. Der (Ober-)Bürgermeister hat in dieser Gemeindeordnung eine starke Stellung inne, da er die Beschlüsse des Rates vollzieht, die Kommune nach außen vertritt und Leiter der Gemeindeverwaltung ist.

## Parteien und Verbände

### Im Bundestag vertretene Parteien
Im Sinne des Begriffs der Parteiendemokratie haben die Parteien die zentrale Stellung im politischen Leben des Freistaates inne. Alle großen Parteien sind durch Landesverbände in Bayern vertreten.
Im Parteiensystem dominiert die christdemokratisch-konservative CSU als „Hegemonialpartei“, ein Begriff, den der Parteienforscher Alf Mintzel prägte: Seit der ersten Landtagswahl in Bayern im Jahr 1946 stellt die CSU bis auf die Regierungszeit von Wilhelm Hoegner (SPD, 1954–1957) den Ministerpräsidenten des Landes. Mit Ausnahme der Wahlen im Jahr 1950 war die CSU zudem stets stärkste Kraft im Bayerischen Landtag, von 1962 bis 2008 regierte sie ununterbrochen mit der absoluten Mehrheit der Mandate.
Daneben sind im Landtag regelmäßig die SPD und die Grünen vertreten. Während SPD und FDP in keinem anderen westdeutschen Bundesland so geringen Zulauf haben wie in Bayern, liegen die Wahlergebnisse der GRÜNEN meistens leicht unter dem Bundesdurchschnitt. Die FDP scheitert aufgrund der Dominanz der CSU meist an der Fünf-Prozent-Hürde, wobei sie bei Bundestagswahlen in Bayern deutlich bessere Ergebnisse erzielt als bei Landtagswahlen; zurückzuführen ist dies auf eine sog. „Leihstimmenkampagne“ vonseiten von CSU-Wählern auf Landesebene. Obwohl die Parteibindung der Wähler zu einer bestimmten Partei in Deutschland insgesamt stark abgenommen hat, ist in Bayern dieser Trend nur bedingt zu beobachten; der CSU gelingt es, die Mehrheit der Wähler weiterhin an sich zu binden.
Koalitionsüberlegungen spielten auf Landesebene durch die jahrzehntelange Alleinregierung der CSU nur eine untergeordnete Rolle; nach der Landtagswahl 2008 versuchte die SPD angesichts der veränderten Mehrheitsverhältnisse, eine „Koalition der Opposition“ zur Ablösung der CSU zu schmieden.

### Andere Parteien
Bei bayerischen Landtagswahlen erzielten Splitterparteien seit den 1980er Jahren für ein Flächenland sehr gute Wahlergebnisse. Die Republikaner erreichten dort seither Resultate zwischen einem und fünf Prozent. Die Freien Wähler – die seit 1998 auch auf Landesebene Präsenz zeigen – lagen bei rund vier Prozent, ehe sie 2008 als drittstärkste Partei erstmals in den Landtag einzogen. Die ÖDP liegt seit 1990 relativ konstant bei rund zwei und die Bayernpartei zur selben Zeit etwa bei einem Prozent.
Das bayerische Kommunalwahlrecht ermöglicht es vielen kleineren Parteien oder Wählergruppierungen, in Gemeinde- oder Kreisparlamenten präsent zu sein.
Auf kommunaler Ebene sind die Freien Wähler eine ernstzunehmende Alternative, die begünstigt durch das personenbezogene Kommunalwahlrecht in Bayern in den Kommunalwahlen stets um die 15 % der Stimmen erringen, in vielen Gemeinden Bürgermeister und sogar einige Landräte stellen können.
Kleinere Parteien wie die ÖDP oder Die Republikaner oder überparteiliche Wählergemeinschaften haben ebenfalls gute Chancen, in Gemeinderäten oder Kreistagen einige Mandatsträger platzieren zu können. Vor allem die ÖDP versteht es, mit Hilfe des direktdemokratischen Instruments des Volksbegehrens auch außerparlamentarisch wirksame Oppositionsarbeit zu leisten. So initiierte sie beispielsweise in den Jahren 1996 und 1997 das Volksbegehren „Schlanker Staat ohne Senat“, das 1998 die Auflösung des bayerischen Senats zum Jahreswechsels 1999/2000 bewirkte.

## Bayern im Bund
Gemäß den in Artikel 20 GG festgelegten Strukturprinzipien ist die Bundesrepublik Deutschland ein Bundesstaat, in dem die Länder grundsätzlich an der Gesetzgebung zu beteiligen sind (siehe Ewigkeitsklausel). Artikel 30 GG bestimmt, dass die Ausübung der Staatsgewalt grundsätzlich Sache der Länder ist, soweit das Grundgesetz keine abweichende Regelung trifft.
Die Gesetzgebungskompetenz ist in den Artikeln 70 ff. zwischen Bund und Ländern nach dem enumerativen Prinzip aufgeteilt. Die ausschließliche Gesetzgebungskompetenz der Länder umfasst im Großen und Ganzen die Kultur- und Bildungspolitik, die Medien, die Landes- und Kommunalverwaltung und die Polizei. Über den Bundesrat, in dem Bayern sechs Stimmen hat, wirkt das Land an der Gesetzgebung im Bund mit.
In den Bundestagswahlen entsandte Bayern stets 80 bis 95 Abgeordnete nach Berlin und hat dort vor allem in der Unionsfraktion durch den Sonderstatus der CSU als eigenständige Partei ein besonderes Gewicht.

## Bayern in Europa
Die Länder können über den Bundesrat auch an Angelegenheiten der Europäischen Union mitwirken, in denen Zuständigkeitsbereiche der Länder berührt wären. Zudem unterhält Bayern eine Landesvertretung in Brüssel in zentraler Lage zwischen Europäischem Parlament und Ausschuss der Regionen und kann so gezielt vor Ort für seine Interessen eintreten.
Um die Einflussmöglichkeiten der Länder in Europa ausreichend zu sichern, setzte sich die Bayerische Staatsregierung 1992 massiv dafür ein, den späteren Ausschuss der Regionen auf europäischer Ebene zu schaffen und konnte dessen Generalsekretär benennen. Dieser steht der EU-Kommission beratend zur Seite und muss beispielsweise in Bildungs- und Kultusfragen angehört werden.
In den Europawahlen entsandte Bayern bis zur EU-Osterweiterung stets zwölf bis 16 Abgeordnete. 2004 waren es nur noch elf, von denen neun die CSU und zwei die SPD stellt. In der 9. Wahlperiode (2019–2024) gibt es 15 Bayerische Abgeordnete.
Bayerische Mitglieder im Ausschuss der Regionen sind derzeit Staatsministerin für Europaangelegenheiten und Internationales Melanie Huml (CSU) und Abgeordneter des Bayerischen Landtages Franz Rieger (ehemals CSU).